# Gita (voi)
Gita là một con voi châu Á thuộc giống cái, đã chết tại Sở thú Los Angeles vào ngày 10 tháng 6 năm 2006, khi nó được 48 tuổi. Cái chết của Gita đã khiến hàng chục nhà hoạt động vì quyền động vật, bao gồm cả tổ chức Bảo vệ Động vật, buộc tội sở thú bỏ bê và gây nguy hiểm cho động vật của mình bằng cách giam giữ chúng trong các điều kiện sống không thỏa đáng, và gây ra cuộc tranh luận kéo dài nhiều năm trong chính quyền thành phố về đạo đức giữ voi tại sở thú.

## Cuộc sống ở sở thú
Gita đến Sở thú Los Angeles từ Ấn Độ vào năm 1959. Nó là con voi đáng yêu nhất của vườn thú, và được đưa đi dạo quanh vườn thú mỗi sáng trước khi sở thú mở cửa. Gita dẫn đầu đoàn rước voi qua Công viên Griffith vào năm 1966 khi sở thú chuyển từ vị trí ban đầu của Công viên Griffith sang địa điểm hiện tại.
Trong khoảng thời gian 2 năm rưỡi trước khi chết, Gita và một con voi cái khác là Ruby bị giam giữ trong một chuồng nhỏ có sàn bê tông phía sau sở thú, các nhà hoạt động về quyền động vật tuyên bố các vấn đề về cách thức nuôi nhốt làm cho các khớp và chân của Gita vốn đã mắc bệnh lại càng trầm trọng thêm. Gita bị viêm tủy xương và viêm khớp, từng phải trải qua một cuộc phẫu thuật vào tháng 9 năm 2005 để loại bỏ một phần xương ngón chân bị nhiễm trùng. Nó cũng được cho mang một chiếc giày được chế tạo đặc biệt. Một bác sĩ thú y đã kiểm tra sức khỏe Gita vào ngày thứ sáu trước khi nó chết và người này đánh giá tình trạng sức khỏe của nó tốt.

## Cái chết của Gita
Một nhân viên sở thú được báo cáo đã nhìn thấy Gita "gặp nạn" vào đêm ngày 9 tháng 6 năm 2006, nhưng không báo cáo với những người có thẩm quyền. Hai người canh giữ đã phát hiện ra Gita gặp vấn đề vào sáng hôm sau và cố gắng cứu nó nhưng không thành công. Người quản lý ca đêm không báo cáo khi Gita gặp nạn sau đó đã từ chức. Theo tổ chức Bảo vệ Động vật, Gita đã ngã quỵ và không thể đứng lên trong khoảng thời gian 17 giờ trước khi nó chết.
Vào ngày 11 tháng 6, một ngày sau cái chết của Gita, hai chục nhà hoạt động vì quyền động vật đã biểu tình tại cổng sở thú, kêu gọi sở thú di chuyển hai con voi còn lại là Ruby và Billy đến một khu bảo tồn động vật rộng rãi hơn. Các nhà hoạt động và các thành viên của cộng đồng Ấn Độ tại Los Angeles đã tổ chức lễ tưởng niệm Gita vào ngày 14 tháng 6. Một giáo sĩ Ấn giáo đến từ Malibu chủ tế tại buổi lễ tưởng niệm này.